# The Cambodia Daily
The Cambodia Daily là nhật báo tiếng Anh và tiếng Khmer đầu tiên của Campuchia.

## Lịch sử
Ấn bản đầu tiên được xuất bản vào năm 1993 và báo giấy đã được xuất bản từ lúc đó. Nó được in tại Phnôm Pênh trong một định dạng A4-kích thước và được phân phối sáu ngày một tuần, từ thứ Hai đến thứ Bảy, với các ấn bản thứ bảy kèm theo một tạp chí tuần san đầy màu sắc. Tờ nhật báo này có một đội ngũ các nhà báo Campuchia và nước ngoài cập nhật các tin tức địa phương và quốc gia. Một phần nhật báo bằng tiếng Khmer in lại phần dịch từ phần tiếng Anh-ngôn ngữ chính của tờ báo. Một phiên bản quốc tế được phát hành thông qua việc đặt báo hàng năm với giá 200 đô la Mỹ, ấn bản của tuần chứa thông tin được biên soạn từ tuần trước đó.
Campuchia có một tờ báo tiếng Anh hàng ngày khác nữa, The Phnom Penh Post, trước đây hai tuần một lần nhưng được xuất bản hàng ngày kể từ đầu năm 2008. Trong năm 2008 một tờ báo tiếng Anh mới, The Mekong Times cũng bắt là nhật báo, nhưng tờ báo này đã sớm chấm dứt, theo thông báo của tờ báo này đối với độc giả vào ngày 19 tháng 8 năm 2008, do việc rút kinh phí của một trong những đối tác tài chính.

## Đóng cửa
The Cambodia Daily xuất bản số cuối cùng vào ngày 4 tháng 9 năm 2017, sau đó thông báo đóng cửa ngay lập tức. Việc đóng cửa là kết quả của tranh chấp với chính phủ Campuchia về một hóa đơn thuế tùy tiện trị giá 6,3 triệu USD, vốn bị tờ báo phản đối là có động cơ chính trị. Cục Thuế Campuchia bác bỏ cáo buộc về động cơ chính trị, khẳng định dự luật thuế nhằm hỗ trợ ngân sách quốc gia. Chính phủ Campuchia đã bắt đầu một sáng kiến cải cách thuế vào năm 2013 để tăng khả năng thu thuế của chính phủ và điều tiết tốt hơn nền kinh tế Campuchia.